# Naturschutzgebiet Kleine Dingdener Heide
Das Naturschutzgebiet Kleine Dingdener Heide (NSG-Kennung WES-069) ist rund 50 Hektar groß und befindet sich in der Gemarkung Dingden im Gebiet der nordrhein-westfälischen Stadt Hamminkeln. Es erstreckt sich vorwiegend über Wald- und Grünlandflächen, einschließlich eines ökologisch besonders wertvollen Feuchtheideareals und kleinerer Trockenheidevorkommen. Es liegt im Bereich des Konstantin(s)forsts, einem nach Fürst Konstantin zu Salm-Salm benannten Privatwaldgebiet.
Das Naturschutzgebiet umfasst einen Teilbereich der größeren Kulturlandschaft Dingdener Heide im Übergangsbereich zwischen Münsterland und Niederrhein, zu der noch weitere umliegende Bereiche gehören.
In geringer Entfernung existieren etwas östlich die Naturschutzgebiete Dingdener Heide (mit der Großen Dingdener Heide) und Büngernsche und Dingdener Heide. Andere Flächen der Dingdener Heide liegen v. a. in Landschaftsschutzgebieten. Im Südosten grenzt das NSG Mumbecker Bach an, im Westen die Campinganlage Erholungsgebiet Dingdener Heide.

## Flora und Fauna
Im südlichen NSG-Abschnitt, im Bereich Beltung des Konstantinforsts, liegt die von Pfeifengras dominierte Feuchtheidefläche. Insbesondere dort kommen seltene und gefährdete Pflanzenarten vor, u. a. Sparrige Binse, Stumpfblütige Binse, Vielstängelige Sumpfbinse, Braunes Schnabelried, Lungen-Enzian und Mittlerer Sonnentau. An trockeneren zwergstrauchheideartigen Stellen kommen u. a. Besenheide, Heidelbeere und Preiselbeere vor.
Auch als Lebensraum für mehrere seltene und gefährdete Tierarten ist das Gebiet im Biotopverbund bedeutend, so z. B. die Offenlandbereiche für den Großen Brachvogel und für Reptilien (Zauneidechse, Schlingnatter, auch Kreuzotter); die vorhandenen Gräben sowie kleinflächige Stillgewässer sind besonders für Amphibien relevant (u. a. Grasfrosch und Teichmolch).

## Tourismus
Das Naturschutzgebiet wird weitgehend durch Straßen und Wege begrenzt, von denen aus randliche Blicke ins Gebiet möglich sind. Die Straße Finkenberg verläuft teilweise im Gebiet, ebenso wie ein Abschnitt eines landschaftskundlichen Rundwanderwegs, der unter der Bezeichnung „Dingdener Heide – Geschichte einer Kulturlandschaft“ beworben wird.
Er führt durch mehrere benachbarte Schutzgebiete und geht auf ein Förderprojekt der NRW-Stiftung und des NABU zurück, in dessen Rahmen verschiedene historische Formen der bäuerlichen Kulturlandschaft rekonstruiert, gepflegt und erlebbar gemacht werden.
Dieser Wanderweg erschließt den südlichen Bereich des NSGs Kleine Dingdener Heide und führt durch den Wald am Feuchtheidebereich entlang.
Für die NRW-Stiftung setzt sich seit 1994 der Kabarettist Wendelin Haverkamp öffentlichkeitswirksam als Projektpate der Dingdener Heide ein. Betreuerin des Kulturlandschaftsprojekts ist die Biologische Station im Kreis Wesel, die ebenfalls das NSG Kleine Dingdener Heide betreut.